# Ostříž
Ostříž je český název některých sokolovitých dravců z rodu Falco. Je známo 10 druhů, v Česku žije ostříž lesní a velmi vzácně zalétá také ostříž jižní.

## Druhy
- ostříž africký Falco cuvierii
- ostříž aplomado Falco femoralis
- ostříž arabský = ostříž popelavý Falco concolor
- ostříž australský Falco longipennis
- ostříž jižní Falco eleonorae
- ostříž lesní Falco subbuteo
- ostříž novozélandský Falco novaeseelandiae
- ostříž rezavobřichý Falco severus
- ostříž rudobřichý Falco rufigularis
- ostříž rudoprsý Falco deiroleucus